# 北非黑脸织布鸟
北非黑脸织布鸟（Ploceus taeniopterus）是屬於织布鸟科的一種鳥。它主要分布於刚果民主共和国、埃塞俄比亚、肯尼亚和苏丹。據報有人在东非的肯尼亚巴林戈湖畔發現北非黑脸织布鸟的蹤跡。

## 照片
以下所有有關北非黑脸织布鸟的图片均在巴林戈湖拍摄。

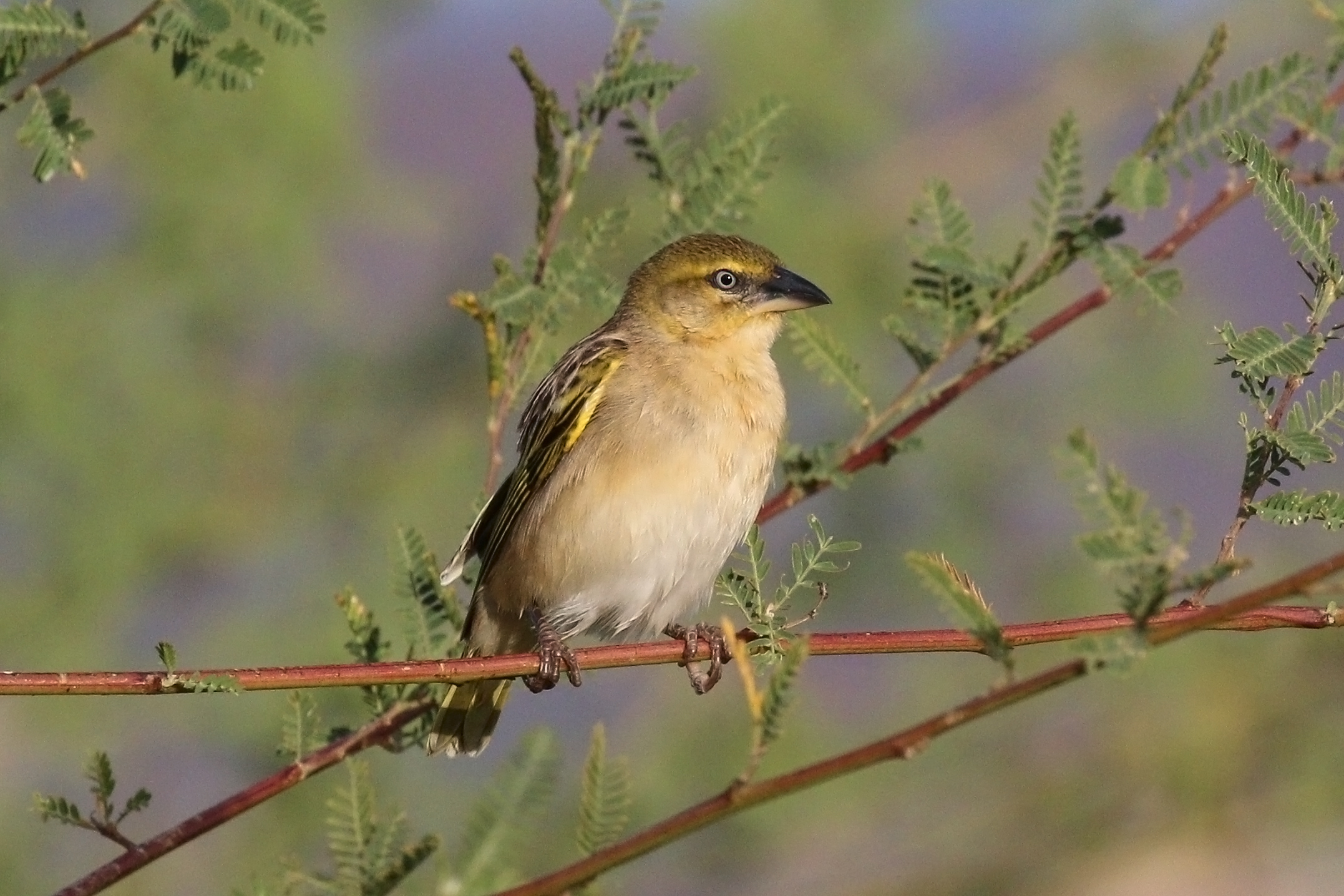
幼年期的北非黑脸织布鸟
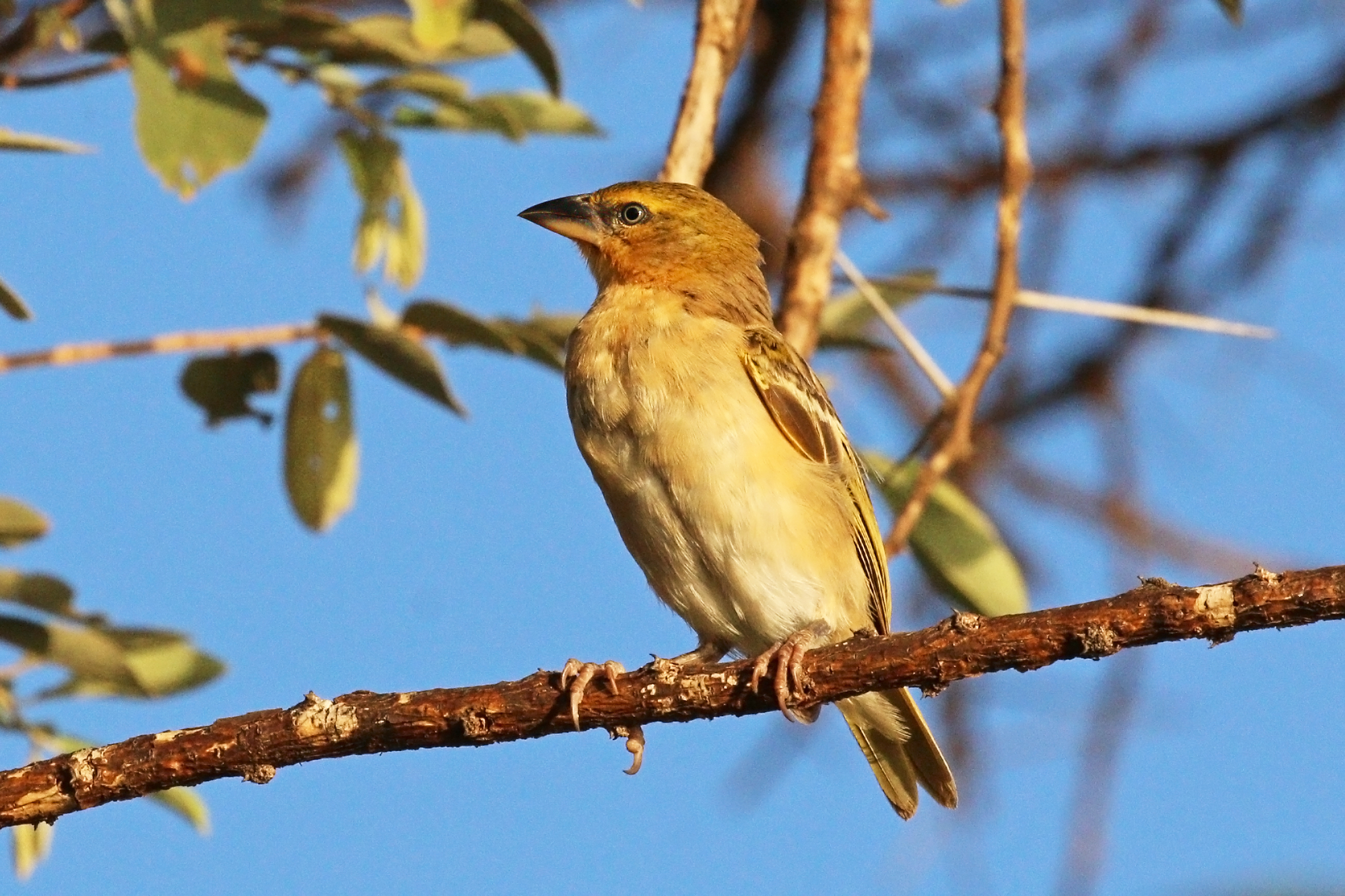
青少年時期的北非黑脸织布鸟
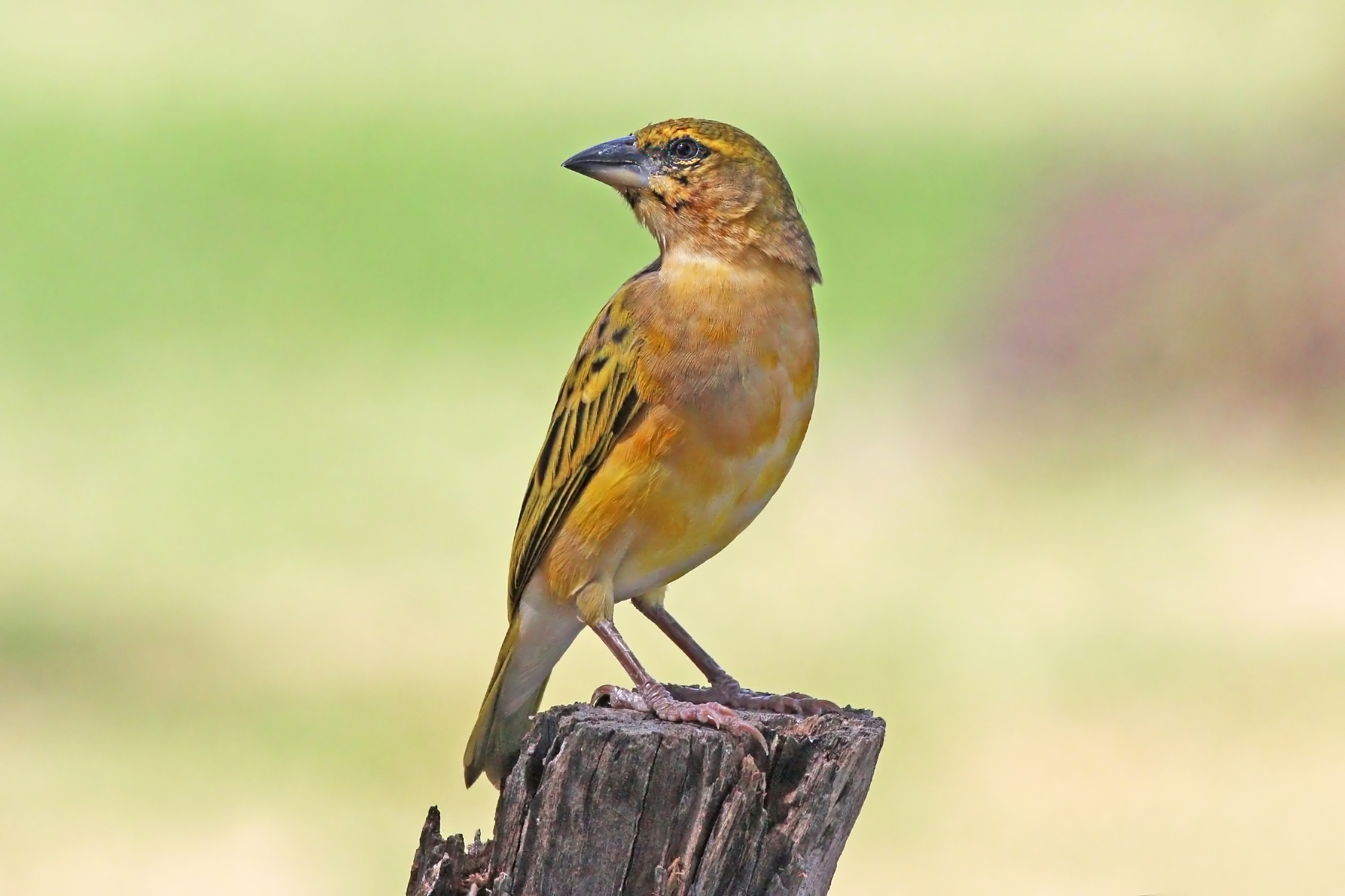
雄性北非黑脸织布鸟
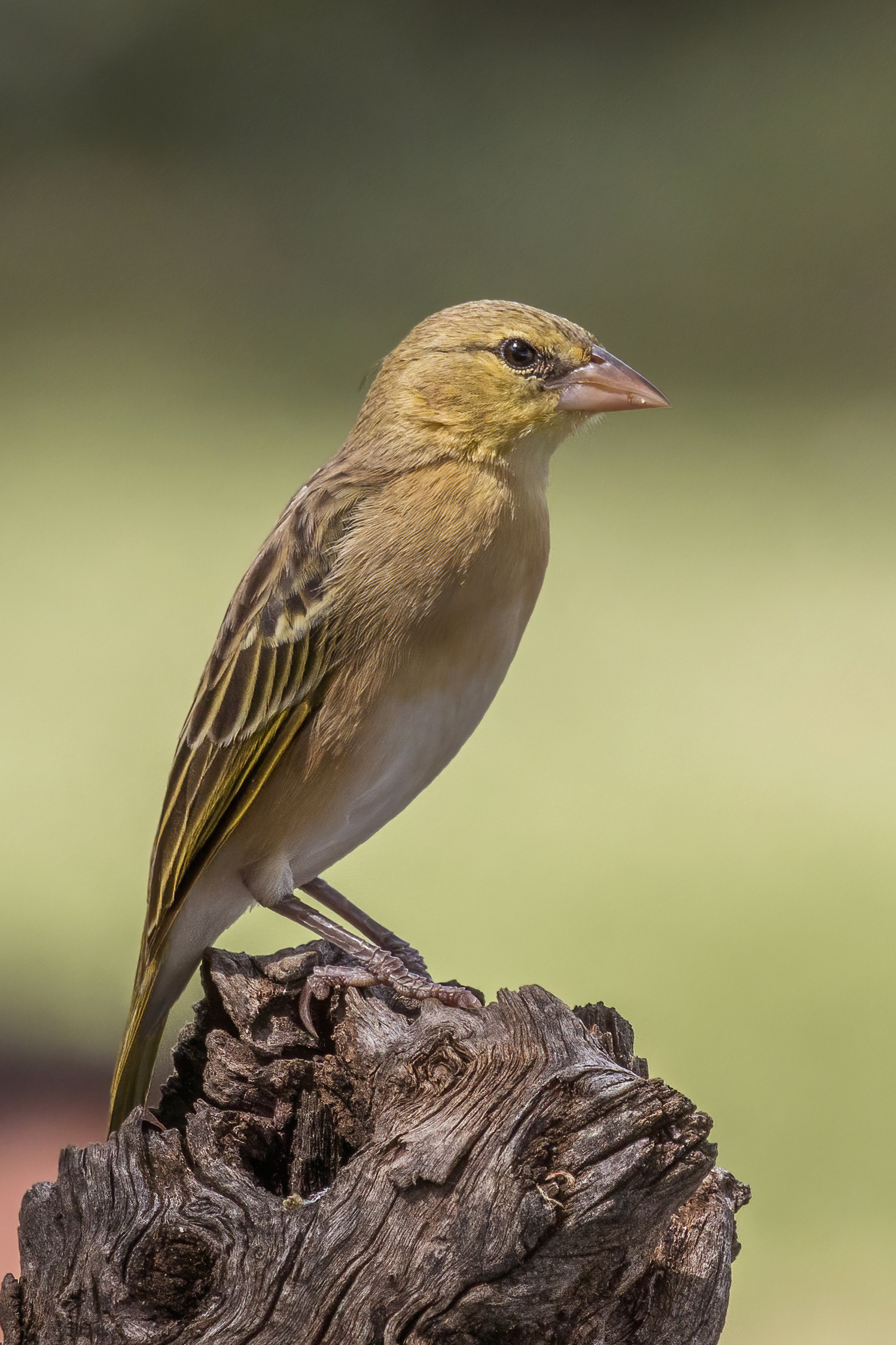
雌性北非黑脸织布鸟